# Марківка (Коломийський район)
Маркі́вка — село в Україні, у Печеніжинській селищній територіальній громаді Коломийського району Івано-Франківської області.

## Географія

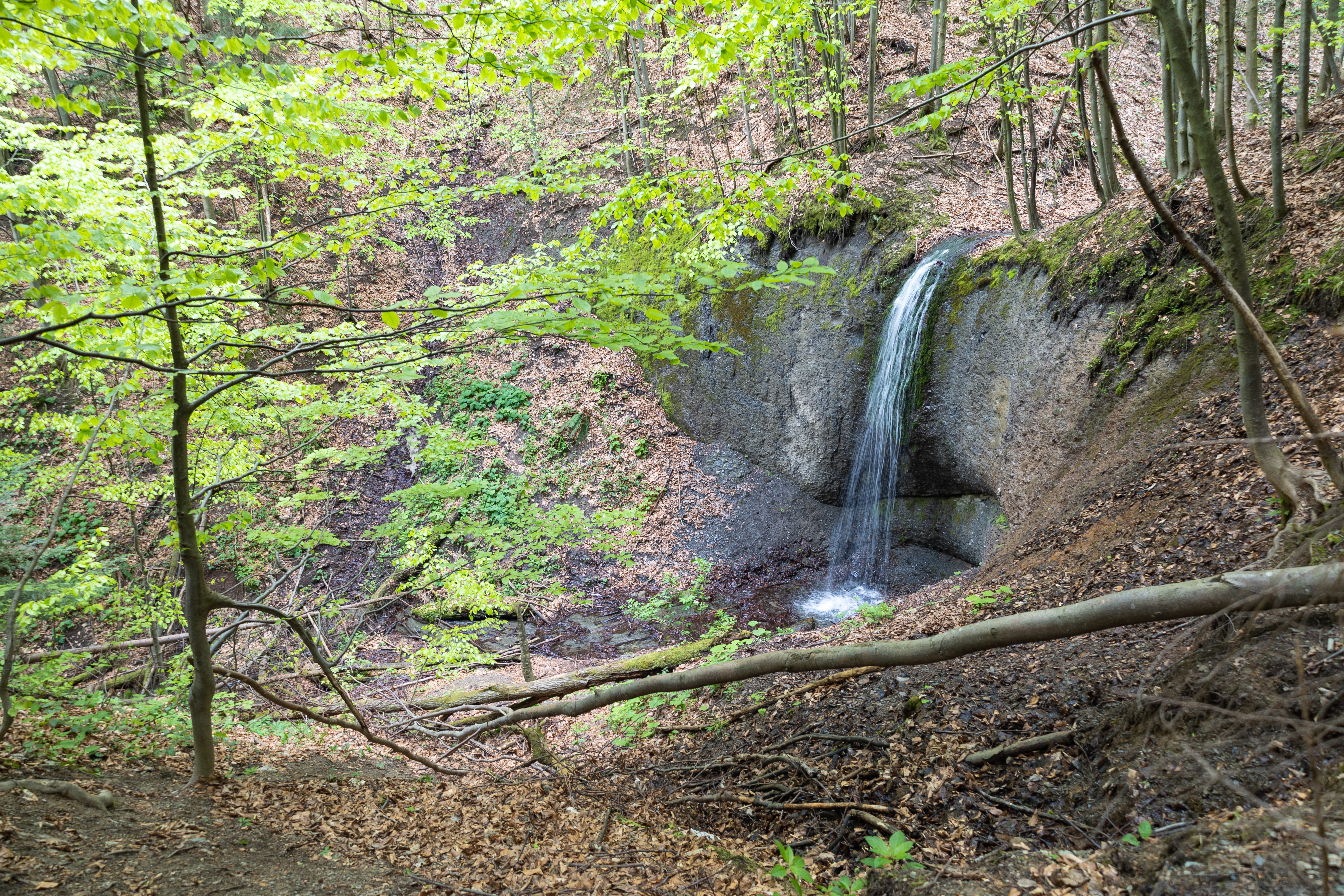
Марківський водоспад

За околицею села біля гори Варатик є маловідомі водоспади: Марківський (7 м) та Марківський Верхній (3 м).

## Історія
Село в 1643 році заснував козак Марко, незрячий на одне око. Тому місцевих здавна жартома кличуть маркосліпами. 
Історія Марківки, як і довколишніх сіл Печеніжинської громади, тісно пов’язана з сіллю. Ґрунтові води розчинили лінзи солі, що утворилися в прадавніх морях, які мільйони років тому хлюпотіли на місці Карпат. Так з'явилися розсоли, а по-місцевому – сировиця, з якої здавна отримували сіль, виваривши з цього концентрованого розчину воду.
Багато місцевих прізвищ походить від професії солеварів – жупник (той, хто пильнував криниці – жупи), каратник (крутив корбу-керату, якою витягали посудину з сировицею, зварич  (той, хто пильнував процес випарювання).
Бідні ґрунти Марківки не давали можливості нажити великих статків, тому люди виживали з солі. В 1728 році тут працювала баня на три черени – печі, де із сировиці виварювали сіль. Марківська сіль за якістю була одна з найкращих у регіоні. Але за Австро-Угорщини соляний промисел занепав.

## Пам'ятки
- Соляна криниця де добувають ропу. У воєнні роки соляну криницю назвали золотою. Бо врятувала від голоду.
- Біла Криниця – джерело збагачене сріблом на околиці села, біля самого лісу. Кажуть, ця вода дуже помічна, особливо для очей і ніг. І головне – не псується, навіть через роки. Біля кринички місцевий підприємець облаштував ще й невеличкий басейн. Хто хоче, може купатися, але багатьом стає духу лиш ноги намочити, бо вода тут завжди дуже холодна. Влітку має температуру чотири градуси вище нуля. А взимку ніколи не замерзає.
- Гора Варатик та найвищій в області Марківський водоспад.

### Церква
Церква Введення в Храм 1874 р. (?1883 р.) — дерев'яна, пам'ятка архітектури місцевого значення № 820. Храмове свято — 4 грудня. Настоятель — прот. Василь Ткачук. У 2016 р. перейшла з-під юрисдикції УАПЦ в УПЦ КП.

## Відомі люди
- Дувірак Григорій (Гриць) — український селянин, Член Президії Національної Ради ЗУНР, делегат від повіту Печеніжин;[4]
- Гриньків Дмитро Дмитрович — український дисидент, засновник Спілки Української Молоді Галичини, член Української Гельсінкської Спілки, журналіст, письменник.